# Hypterita
Hypterita is een geslacht van weekdieren uit de klasse van de Gastropoda (slakken).

## Soort
- Hypterita helicoides (Gray, 1825)